# اس‌اس ریندام (۱۹۵۱)
اس‌اس ریندام (۱۹۵۱) (به انگلیسی: SS Rijndam (1951)) یک کشتی بود که طول آن ۵۰۳ فوت (۱۵۳٫۳ متر) بود.